# Swiss Music Charts
Swiss Music Charts je švicarska službena glavna glazbena ljestvica. Pokazatelj je najprodavanijih singlova i albuma u toj zemlji.
Swiss Music Charts uključuje:
- Singles Top 100 (s početkom 1968.)
- Alben Top 100 (s početkom 1983.)
- Compilations Top 20
- Airplay Top 30

Ljestvica se izdaje svaku nedjelju u tjednu a objavljuje se srijedom.

## Vanjske poveznice
- Schweizer Hitparade archives